# Begoña Floria Eseberri
Begoña Floria Eseberri (Saragossa, 19 d'agost de 1969) és una periodista i política catalana, regidora del Grup Municipal Socialista de Tarragona, a l'oposició.
Fins al 15 de juny de 2019, va exercir com a tinent d'alcalde de l'Ajuntament de Tarragona, i portaveu del Govern municipal, càrrecs que ocupava des de l'any 2007. Anteriorment va treballar com a cap de premsa i de gabinet de diferents institucions, i com a periodista en diversos mitjans de comunicació. Ha estat imputada per corrupció junt amb Josep Fèlix Ballesteros pel cas Inipro, per malversació de cabals públics, i per aquesta acusació el partit la va suspendre de militància tot i seguir en el grup parlamentari.
En l'àmbit laboral, va treballar com a cap de comunicació de Governació i Administracions Públiques, en 2006, i posteriorment del delegat territorial del Govern a Tarragona fins a novembre de 2007. També en direcció comunicativa de campanyes electorals en la Federació del PSC de les comarques de Tarragona, entre el 2003 i el 2005, i com a assessora de comunicació en la Diputació de Tarragona, en el Grup Socialista. Fins a 2003, va exercir com a redactora i periodista en La Vanguardia, El País, El Punt Avui, Catalunya Radio i l'Heraldo de Aragó, entre altres mitjans.